# Stigmatomma eminia

Stigmatomma eminia  (лат.) — вид мелких земляных муравьёв из подсемейства Amblyoponinae. Восточная Азия:  Китай.

## Описание
Мелкие муравьи (длина тела около 2 мм). От близких видов (например, Stigmatomma kangba) отличаются угловатыми антеро-дорсальными краями узелка петиоля. Глаза мелкие. Усики короткие, 12-члениковые. Мандибулы длинные, узкие, жало хорошо развито. Клипеус с рядом из 5-8 мелких зубчиков по переднему краю. Стебелёк между грудкой и брюшком состоит из одного узловидного членика (петиоль) широко прикреплённого к брюшку. Вид был впервые описан в 2001 году под первоначальным названием Amblyopone eminia. С 2012 года в составе рода Stigmatomma.